# Seget Vranjica
Seget Vranjica je primorsko naselje u općini Seget, u Splitsko-dalmatinskoj županiji.

## Zemljopis
Naselje se nalazi uz obalu, zapadno od Trogira.

## Stanovništvo
Do 1991. iskazivano pod imenom Vranjica. U 1869., 1921. i 1931. podaci su sadržani u naselju Seget Gornji. Do 1910. iskazivano kao dio naselja. U 1991. povećano je za dio područja naselja Vrsine, općina Marina, gdje je i sadržan dio podataka od 1857. do 1971. 
| broj stanovnika | 183   |       | 45    | 66    | 66    | 141   |       |       | 416   | 419   | 369   | 360   | 409   | 592   | 1023  | 1027  | 1023  |
|                 | 1857. | 1869. | 1880. | 1890. | 1900. | 1910. | 1921. | 1931. | 1948. | 1953. | 1961. | 1971. | 1981. | 1991. | 2001. | 2011. | 2021. |